# Galleria del Warnow

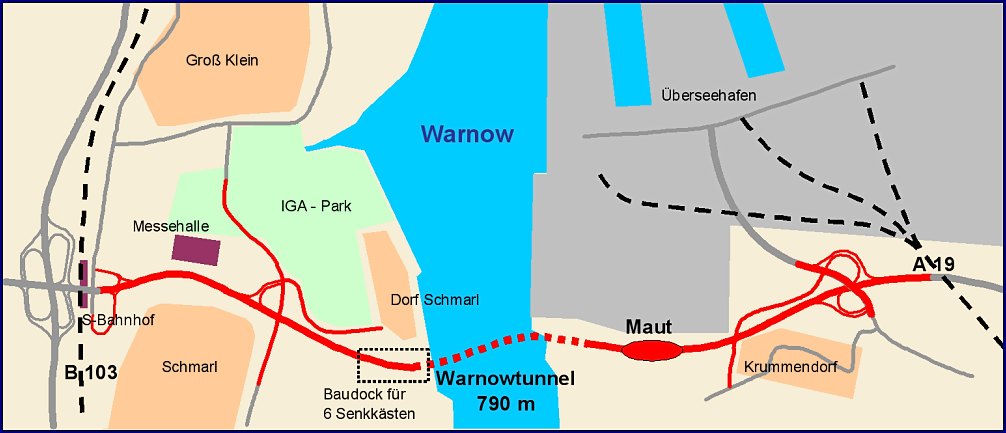
Pianta generale della galleria del Warnow e ulteriori sezioni di nuova costruzione

La galleria del Warnow (in tedesco Warnowtunnel; o sottoattraversamento del Warnow, ossia: Warnowquerung) è un sottopasso stradale lungo 790 m che collega la sponda orientale e occidentale del fiume omonimo, nella città anseatica di Rostock del Meclemburgo-Pomerania Anteriore, in Germania. È la prima strada tedesca a pedaggio dei tempi moderni ed è stata aperta il 12 settembre 2003 dal ministro federale dei trasporti Manfred Stolpe.